# Лэй Цзюнь
Лэй Цзюнь (кит. 雷军; род. 16 декабря 1969, Сяньтао, провинция Хубэй) — китайский предприниматель, основатель и генеральный директор компании Xiaomi. Миллиардер, в рейтинге журнала Forbes в 2021 году занимал двадцать шестое место среди китайских миллиардеров с состоянием 17,9 млрд долларов.

## Биография
Лэй Цзюнь родился 16 декабря 1969 года в уезде Мяньян провинции Хубэй.
В 1991 году получил степень бакалавра информатики в Уханьском университете, сейчас[когда?] является его почётным профессором.
В 1992 году Лэй Цзюнь начал работать в компании Kingsoft, разрабатывающей программное обеспечение, а в 1998 году стал её генеральным директором.
В 2000 году Лэй Цзюнь создал сайт Joyo.com, с которого пользователи скачивали книги и медиафайлы. В 2004 году продал Joyo.com компании Amazon.com за 75 млн долларов.
После IPO Kingsoft на Гонконгской фондовой бирже в 2007 году Лэй Цзюнь стал венчурным инвестором — он вложил средства в 20 стартапов, таких как платёжный сервис Lakala и онлайн-магазин одежды Vancl.
В конце 2007 года предприниматель покинул компанию Kingsoft.
В апреле 2010 года Лэй Цзюнь основал Xiaomi Inc., которая в августе 2011 года выпустила свой первый смартфон ценой 313 долларов. За четыре года Xiaomi стала одним из ведущих производителей смартфонов, производимые ею гаджеты аналогичны продукции Apple и Samsung, но значительно дешевле.
В том же 2011 году он вновь присоединился к Kingsoft в качестве президента компании.
В 2013 году в эфире одного из китайских телеканалов Лэй Цзюнь заявил, что через пять лет доходы Xiaomi превысят доходы крупнейшего в Китае производителя кондиционеров Gree Electric Appliances Inc.. Он публично предложил главе Gree Electric Дун Минчжу пари на один юань. Дун Минчжу приняла пари, предложив поднять ставку до 1 млрд юаней (148,4 млн долларов). Лэй Цзюнь ошибся в оценках и проиграл спор — в 2019 году, согласно отчётам компаний, годовой доход Gree Electric составил 198 млрд юаней, превысив доход Xiaomi за тот же период на 20 млрд юаней.
В первом квартале 2015 года Лэй Цзюнь запустил Mi.com — онлайн магазин аксессуаров в США. Это первый серьёзный шаг Xiaomi на мировой рынок.
В 2020 году пользователи Xiaomi и издание Toutiao обратили внимание, что серия выпущенных основателем компании постов в Weibo имела подпись «Опубликовано с iPhone». В ответ на критику со стороны читателей он удалил этот пост и заново его опубликовал с помощью смартфона Xiaomi.
В то же время один из топ-менеджеров Xiaomi Пан Цзютан поддержал главу компании, заявив, что для руководителей крупных производителей пользоваться устройствами других компаний — это нормальная практика, которая позволяет улучшать собственные продукты, следя за нововведениями конкурентов.